# 自然声音
自然声音包括动物（从蟋蟀到哺乳动物）发出的声音，也包括自然现象发出的声音，如水声、风声。水声有雨滴落在地面或水面产生的声音、瀑布的声音、流水的声音、海浪拍打岩石的声音等等。风声有风刮落叶的声音、呼啸声等。在大自然，通常能听到水声和风声掺杂在一起。其他自然的非人造的声音有雷声、冰裂或冰崩的声音、森林着火的声音等。这些声音对史前音乐的发展大有帮助，对当今具有重要的文化参考价值。

## 动物的声音

### 警告的声音
动物发出这些以警告他们的同类存在着危险。当捕食者接近群体的领土，任一群体的成员都会发出熟悉的警告声，以警告其他成员寻找安全地。

### 领土的声音
某个物种向其同类或者其他物种发出的声音、呼唤、或可听信号，建立界限以防止不同物种逾越这些界限。
雄狒狒发出几英里外的狒狒都能听见的声音，来和狒狒王国的其他雄狒狒交流。“呼唤”带有的强度、音量、音色决定是否有群外的雄性试图入侵该雄狒狒王国。
他们这样做是为了使他们的声音令人印象深刻，以吸引雌狒狒。

### 求偶的声音
雄狒狒发出声音以吸引雌狒狒来他们的领地进行交配。同样地，声音带有的强度、质量和音色决定物种吸引雌性进行繁殖的能力。这些求偶声音，通常是低沉的喉音，是雌狒狒用来决定和选择谁进行交配的最主要的标准。

## 自然的声音

### 風的声音
风刮落叶的声音、呼啸声，风吹过耳边的声音，风在山谷中回荡的声音等等都是风声。它是由于气流流动产生的风，进而带动气体、颗粒物等颤动或和其他物体碰撞产生的声音。

### 水的声音
水声包括有雨滴落在地面或水面产生的声音、瀑布的声音、流水的声音、海浪拍打岩石的声音等等。这些都是液状物体水（包括雨水、江河湖水、小溪、大海等）流动或撞击其他物体产生的声音。

### 其他自然声音
各种自然现象产生的非人工的声音统归为自然声音。森林着火，火焰燃烧树叶树木、草的哔哔啪啪的声音；远处天空传来的轰鸣鸣的雷声等等。

## 其他
各文化中对声音的模仿是一个多元化的现象，能填补各种功能。在几个例子中，它和信仰联系在一起。对自然声音模仿与各种巫覡宗敎信仰或行为联系在一起。它也可以应用于诸如在追捕游戏中做为实际奖励。

## 其他作用
有些自然声音（如雨声、海浪声）可以调解人的神经压力，放松人的心情，提高人的睡眠质量，缓解耳鸣。據說,人们在下雨天听着雨水声更容易睡着。